# 존 오언 (신학자)

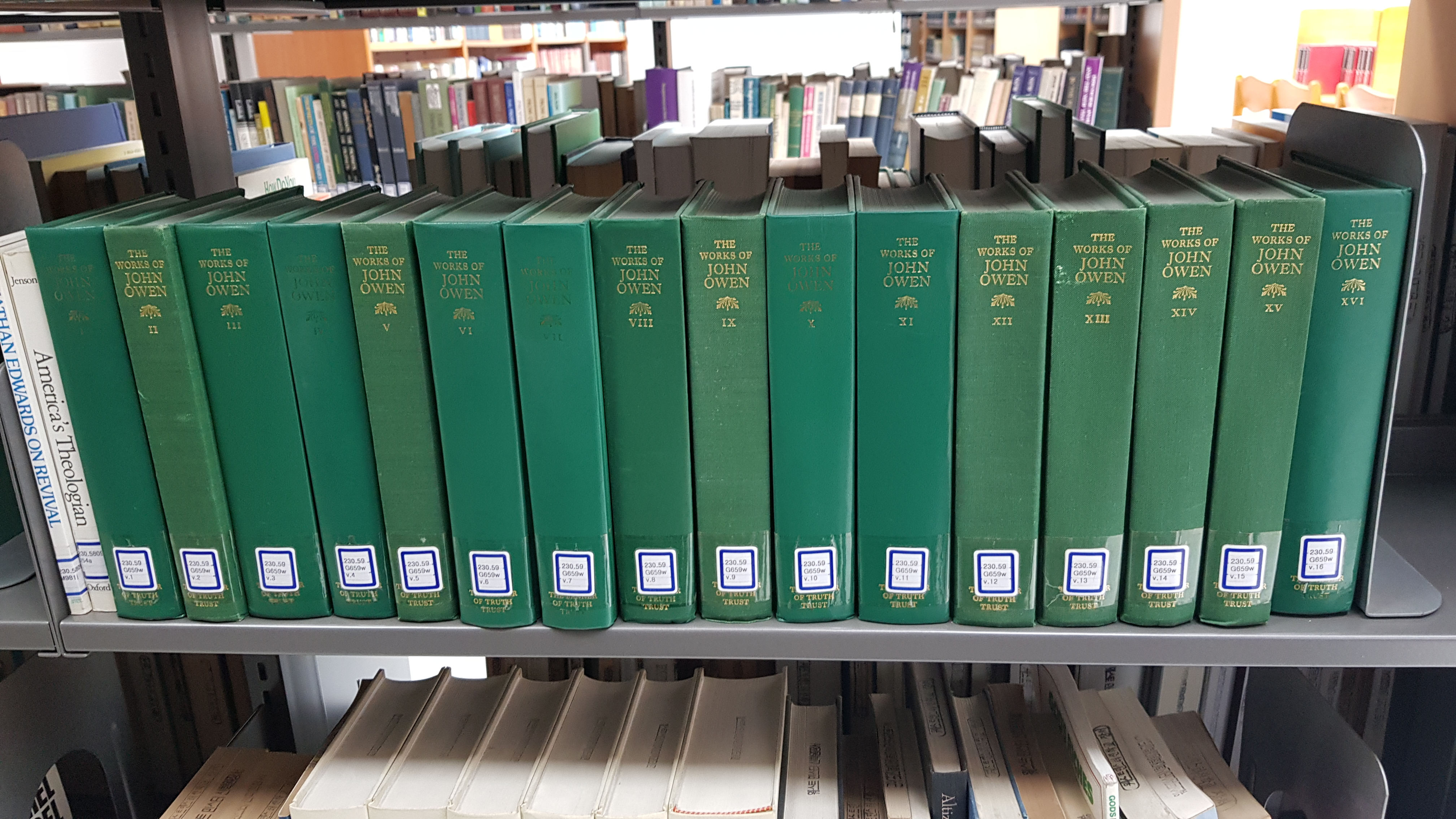
존 오언의 전집

존 오언(존 오웬)(영어: John Owen, 1616년~1683년 8월 23일)은 영국 잉글랜드의 비국교도 교회지도자이며 신학자이며 옥스포드 대학교의 학장이었다.
존 오언(존 오웬)은 1616년 영국 옥스퍼드주 스타드햄에서 그곳 교구목사이며 청교도이며 웨일스 출신인 헨리 오언의 아들로 태어났다. 그는 1628년(15세)에 퀸스 칼리지 (옥스퍼드 대학교)의 입학 허가를 받았고, 1632년 대학을 나와 문학사 학위를 받고, 1635년에 석사학위 과정을 졸업할 때쯤 이미 수많은 고전에 통달하는 한편 헬라어와 라틴어를 유창하게 하였다. 25세에 회심의 경험을 하게 된 뒤 천천히 그리스도를 신뢰하게 된 뒤, 헌신을 하게 되었다. 1637년에는 대주교 윌리엄 로드가 가톨릭적인 의식 강요와 새 동상에 반대하는 이유로, 대학을 떠난 뒤, 1651년에는 대주교 로드 사후, 옥스포드대학의 학장으로 임명되었다. 그 때의 대학은 재정이 파산상태에 있었고, 전쟁으로 인해 극심한 혼란을 겪고 있었다. 오언은 재정비에 착수하여 괄목한 성장을 이루게 했다. 또한 하버드 대학교에 와 달라는 부탁을 거절하였고, 1683년에 천식과 담석으로 고생하다가 생을 마감하였다. J.I.패커의 같은 신학자들이 큰 영향을 받았다.

## 주요 행적[4]
- 1642년: 런던으로 가서 3월에 "A Display of Arminanism"을 출판함.
- 1643년: "The Duty of pastors and people distinguished"을 출판함.
- 1645년: 요리문답서를 출판함.
- 교회정치에 있어 장로교를 지지하였으나 존 코튼의 영향으로 회중교회주의자로 입장을 바꾸었다.
- 두번 째 시민전쟁이 일어났을 때 페어펙스 장군의 군대를 위하여 설교를 함.
- 1649년 의회의 요청을 받고 의회에서 연설을 하였고, 찰스 1세가 참수형을 당한 뒤에 크롬웰의 개인적 목회를 함.
- 1651년: 크라이스트 처치 (옥스퍼드)에서 학장으로 임명됨. 그 당시 크롬웰은 대학의 총장이었음.
- 성 마리아 교회에서 토머스 굿윈과 번갈아 가면서 주일에 설교함. 그 때 죄죽임과 유혹을 설교함.
- 1652년 옥스퍼드 대학교의 부총장이 됨.
- 1653년 옥스퍼드 대학교에서 명예 신학박사학위를 수여받음.
- 1653년 라틴어로 "Dissertation on Divine Justice"를 출판함.
- 1654년 The Doctrine of the Saints Perseverance를 출판함.
- 1655년 The Mystery of the gospel vindicated and Socinianism examined를 출판함.
- 1656년 On Mortification of Sin in Believers를 출판함.
- 1657년 Communion with God을 출판함.
- 의회의 대다수는 크롬웰에게 왕권을 수여하자고 제안했으나 오언은 반대함.
- 1658년 9월 사보이 공회에 참석, 사보이 선언을 준비하는 위원으로 지명됨.
- 1662년 통일령으로 대방출에 의해 쫓겨남.
- 1672년 Indwelling sin, 시편 130편 강해, 히브리서 주석을 완성.
- 1673년 런던에 있는 자신의 교회와 조셉 카일이 시무하는 교회와 연합함.
- 1674년 성령론을 출판. "Justification"을 데이빗 클락슨의 도움으로 완성.
- 1683년 세상을 떠남. 데이빗 클락슨이 장례식 설교를 함.

## 영성과 그에 대한 평가
청교도 시대의 신학과 신앙을 연구하는 많은 이들이 존 오언을 가리켜 '최후의 청교도 신학자'로, 그리고 종교개혁 이후 오늘에 이르기까지 가장 심오한 신학 저서를 방대하게 내놓은 저술가로 평가하기를 주저하지 않는다. 그는 신학자로서 뿐만 아니라 신실한 목회자, 은사받은 대 설교자, 옥스퍼드 그리스도교회의 감독, 옥스퍼드대학교의 부총장, 크롬웰 경의 국목, 한 세대에 걸쳐 가장 많은 신학적 저작을 낸 저자, 어디서나 그리스도의 향기를 풍긴 인격자로 알려져 있다. 또한영국이 낳은 위대한 설교자 찰스 해돈 스펄전은 존 오언에 대해 '청교도중의 황태자'(the prince of divines)라고 높이 평가하였다. 제임스 패커는 존 오언에 대해 청교도 중 가장 장 칼뱅과 비슷한 인물로 평가하였다. 아브라함 카이퍼는 오언의 성령론과 비교하거나 능가할 책은 없다고 말하였다.

## 독립파로 전향[6]
오언은 1642년에 에드먼드 칼라미 (1600년)의 설교를 듣고 감화를 받고, 존 코튼의 설교인 <하나님 나라의 열쇠>를 읽고, 장로파에서 독립파로 전향했다. 

## 신학
첫째. 그의 신학은 변증학적인 성격을 가지고 있다. 그 당시에 일어났던 아르미니우스주의와 소시니안주의 그리고 로마가톨릭주의에 대항하여 교리적으로 집대성하였다.
둘째, 그는 실제적으로 삶에 적용될 수 있는 성령의 사역에 대한 심도 있는 글을 남겼다. 
셋째, 그의 논증 방식은 모든 어렵고 까다로운 문제에 대해서 대담하게 접근하였고 풀어 내려고 하였다.

### 성령론
성령론 중에 중생에 관한 교리에서 중생의 준비는 말씀을 듣는 자세에서 비롯됨을 강조하였다. 즉, 성령의 사역은 말씀을 듣는 자가 중생의 사역인 회심을 체험해야 하는 데, 이 과정은 반드시 은혜의 수단인 설교와 기도를 통해야만 한다. 이러한 입장은 바로 청교도의 설교중심의 예배에 많은 영향을 미쳤다.
오언의 성령론은 약 70년 후 미국의 청교도 신학자 조나단 에드워즈의 신앙감정론이 나오는데 중요한 영향을 미쳤다.

### 이신칭의 교리 ( 전집 5권): 하나님의 선택된 자의 믿음의 증거들
바울에 의해 선언된 칭의
언약신학(페더럴 신학)은 아담의 죄가 모든 인류에게 전가되는 데, 죄책이 전가되며, 죄의 결과인 죽음이 모든 이에게 이른다. 또한 그리스도의 의도 선택된 자에게 전가된다.

### 관계적인 면
칼 트루먼은 존 오언의 신학에 대하여 관계적이라고 표현하였다. 그것은 하나님에 대한 지식에 대하여 하나님께서 자기자신을 인간에게 드러낸 것으로 보았다는 것이다.

### 내주하는 죄
존 오언은 “내하는 죄”(indwelling sin)에 대한 에세이를 다음과 같이 시작했다.
“우리가 다루자 하는 것은 [신자 안에] 내주(內住)하는 죄의 잔재, 곧 사람들이 하나님께로 회심한 후 남은 것, 그리고 그 능력과 효능 및 효과이다. 이것은 로마서 7장에서 명시되고 보여진 사도 [바울]의 큰 뜻이기도 하다."

## 사보이 신앙고백
존 오언은 회중교회의 정치제도를 원했고, 영국의회에서 결의된 웨스트민스터 신앙고백을 변형시킨 사보이 신앙고백을 제정하였다.

## 1차 문헌[13]
- 성령론에 대한 강론(전집 3권)은 윌리암 퍼킨스의 황금 사슬과 함께 청교도의 회심 신학에 결정적으로 영향을 끼친 작품. 1부에서 5부[14][15]
  1. 1부: 성령사역의 일반원리(고린도전서12장)
  2. 2부: 구약에서의 성령 사역
  3. 3부: 거듭남에 있어 성령께서 하시는 일. 복음적 순종이 나오는 과정, 또는 회심의 준비과정을 설명.
  4. 4부: 한 영혼을 거듭나게 하신 성령께서 어떻게 성화의 과정 가운데 역사하시는 가에 대한 논술.
  5. 5부: 왜 거룩함이 반드시 필요한 가에 대한 논증.
- 성령에 대한 논고 : A Discourse Concerning the Holy Spirit (전집 4권) 6부에서 9부

1. 6부: 성령의 조명
2. 7부: 우리가 기도할 때 성령께서 어떻게 일하시는가
3. 8부: 성령의 위로자의 직.
4. 9부: 성령의 은사론, 개혁주의입장에서 가장 뛰어난 작품.

- 이신칭의교리와 선택된 자들에게 분명하게 나타나는 믿음의 증거(5권)

- 신자안에 내주하는 죄 : Indwelling Sin.
- 죄 죽임: Mortification of Sin.[16]
- 알미니안주의를 설명함: Display of Arminianism , 1643) 인간의 죄 문제를 다루면서 인간의 전적타락교리를 부정하는 알미니안주의를 반박하고 교회를 지키려함. 그리스도의 속죄의 효과에 대하여 설명.
- 유일한 구세주 거룩한예수 (1648) : 알미니안주의자들의 만인구원설을 비판. '그리스도는 '만일 믿는다면'이란 조건 때문에 죽으신 것이 아니라 하나님이 택하신 자들이 믿도록 그들을 위해 죽으셨다.'라는 제한속죄론을 주장함.
- 성도의 견인교리를 설명하고 비준함(1645) 신자의 행동 여부에 따라 구원이 결정된다는 알미니우스의 주장에 대하여 구원은 인간의 의지에 달려 있는 것이 아니라 절대자이신 하나님의 은혜로 가능하며 하나님은 만유보다 크시기 때문에 그의 손에서 누구도 택한자를 빼앗아 갈 수 없음을 역설함.
- 그리스도의 죽음 안에서의 죽음의 종식 (The Death of Death in the Death of Christ, 1647) 그리스도의 신성과 속죄 사역을 부인하는 소시니안주의에 반박하는 논문으로 그리스도가 고난을 받은 것은 하나님으로서가 아니라 사람으로서 받은 것임을 역설함.
- 신적인 본래 권위에 관하여, 성경의 자증의 빛과 권세(1659): 성경의 영감을 주장하고 태양이 하늘에 떠 있을 때 낮이라는 것을 증명할 필요가 없는 것처럼, 성경이 하나님 말씀인 것은 성경 자체가 가지고 있는 고유한 빛으로부터 스스로 권위를 드러내는 능력 때문이라고 역설함.
- 전집 13권에서는 교회 분열에 대해(Of Schism)이라는 논문이 실려 있다. 오언은 교회가 분열하는 대헤 오직 예배를 무질서하게 만드는 것만이 성경이 말하는 분열이라고 말하고 있다.[17]

### 번역된 1차 문헌[18]
- 성경신학(언약출판, 조계광 역)
- 영적 사고 방식 (청교도 신앙사, 서문 강 역)
- 그리스도의 영광 (지평서원, 서문 강 역)
- 히브리서 주석(요약판, 엠마오)
- 죄와 유혹 (은성)
- 죄 죽이기 (SFC, 서문 강 역)
- 성도와 하나님과의 교제(요약판, 생명의 말씀사)
- 성도의 견인 (요약판, 생명의 말씀사)
- 성령론 (여수룬, 1부에서 4부)
- 참된 믿음의 특성과 능력 (개혁된 신앙사)
- 왜 그들은 복음을 배반하는가 (요약본, 생명의 말씀사)
- 내 안의 죄 죽이기 (브니엘, 2018)
- 신자 안에 내주하는 죄 (부흥과 개혁사, 김귀탁 역,2009)
- 시험 (부흥과개혁사,2009)
- 죄 죽임 (부흥과개혁사,2009)
- 죄와 은혜의 지배 (부흥과개혁사,2011)
- 죄 용서 (시편 13편 강해) (부흥과개혁사,2015)
- 배교의 본질과 원인 (부흥과개혁사, 2018)
- 영적 사고 (부흥과개혁사, 2019)
- 죄 죽이기 (크리스천다이제스트 (박문재 역)
- 존 오언의 그리스도인의 교제 의무 (개혁된실천사, 2019)
- 존 오언 소요리, 대요리 문답 (마르투스, 정성우, 김민선 역, 2020)

## 2차 문헌
- Packer, J. I., Among God's Giants (Lottbridge : Eastbourne, England, 1991)[19]
- Trueman, Carl., John Owen: Reformed Catholic Renaissance Man (Routledge, 2019)
- Trueman, Carl., Claims of Truth : John Owen's Trinitarian Theology (Authentic Media, 2002)

## 같이 보기
- 청교도
- 토머스 굿윈
- 윌리엄 거스리
- 마틴 로이드 존스
- 제임스 패커